# Massariothea similis
Massariothea similis är en svampart som beskrevs av Alcorn 1993. Massariothea similis ingår i släktet Massariothea, divisionen sporsäcksvampar och riket svampar.   Inga underarter finns listade i Catalogue of Life.